# نیکولا راوتی
نیکولا راوتی (زادهٔ ۱۷ آوریل ۲۰۰۰) بازیکن فوتبال اهل ایتالیا است که هم اکنون برای باشگاه فوتبال ویچنزا ویرتوس در پست مهاجم بازی می‌کند.